# Gobius rubropunctatus
Gobius rubropunctatus är en fiskart som beskrevs av Delais, 1951. Gobius rubropunctatus ingår i släktet Gobius och familjen smörbultsfiskar. Inga underarter finns listade i Catalogue of Life.